# Saint-Frichoux

Saint-Frichoux este o comună în departamentul Aude din sudul Franței. În 1 ianuarie 2022 avea o populație de 225 de locuitori.